# SEPT1
SEPT1‏ (Septin 1) هوَ بروتين يُشَفر بواسطة جين SEPT1 في الإنسان.